# 诸暨城墙

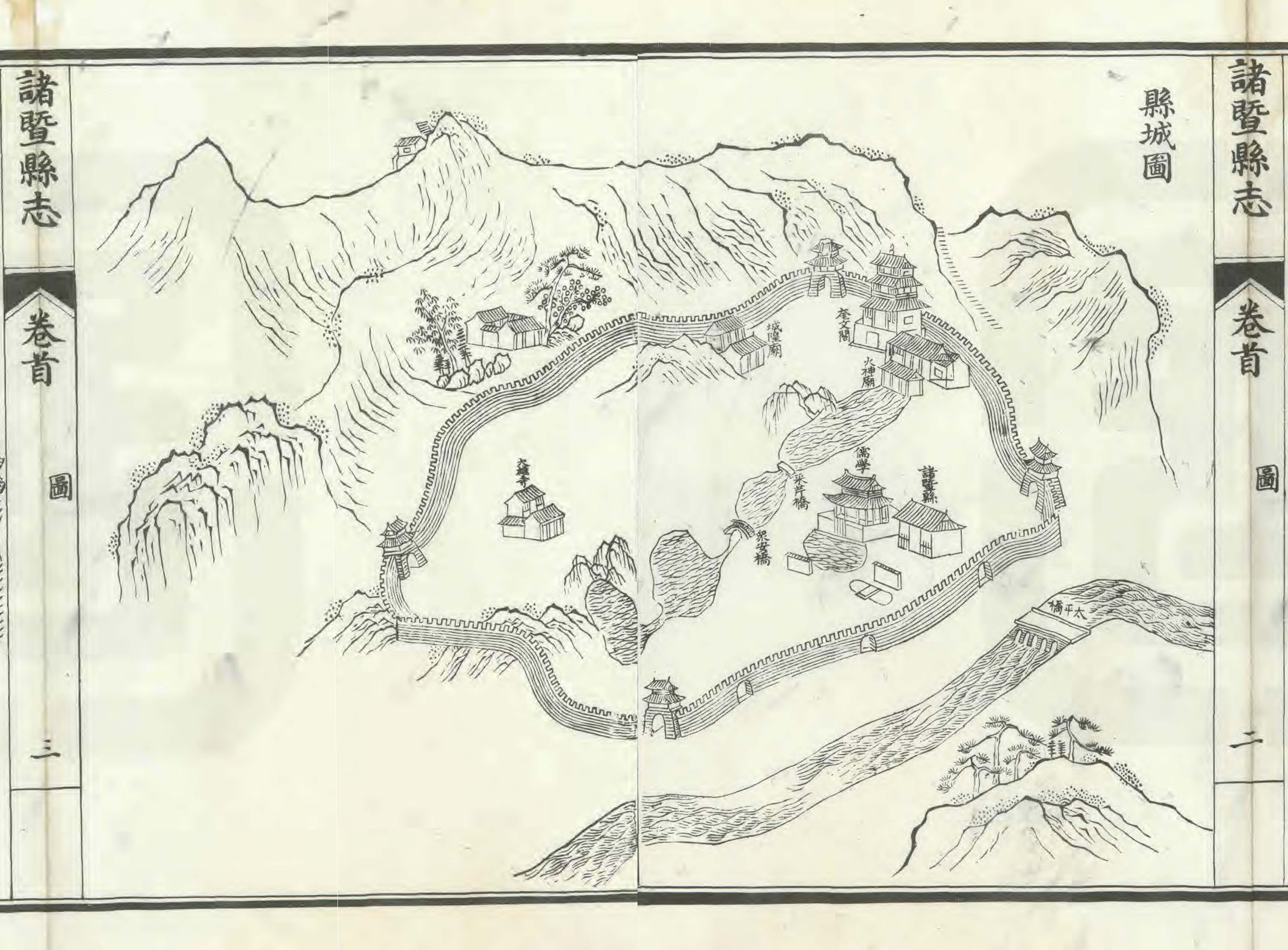
清宣统二年（1910）《诸暨县志》县城图。

诸暨城墙为旧诸暨县城城墙，位于今中国浙江省绍兴诸暨市暨阳街道（原城关镇），现仅存原东南侧中水门附近残长约17.4米的墙段，位于浣纱中路东侧浣江公园内，城墙宽3.80米，高约4米，以条石错缝砌筑，水门拱券采用五折纵联分节并列砌筑，1990年重修。
诸暨为秦始皇二十五年（前222）置县，属会稽郡。城址始建年代不详，唐代时城周二里四十八步，元末明初时城周九里三十步，此外明初在县南五指山下、距旧城六十里处另筑有诸全新州城（后废）。现城址为明嘉靖时所筑，清顺治、乾隆年间重修。城墙西临陶朱山（又名县龙山、长山）、东临浣江（为浦阳江的一部分），城周一千三百丈余（九里，约4160米），厚一丈（约3.2米），高一丈八尺（约5.76米），沿用此前尚存的陆门四座，并设水门三座，四座陆门分别为东门迎恩门、西门西施门、南门迎薰门和北门朝京门，门楼匾额分别题禹封玉帛、蠡湖烟月、句乘云物和槩浦桑麻，三座水门位于城南，以浦阳江为天险，不设城壕，又因堪舆家认为陶朱山形势逼城，故在城内凿湖以当之（清代时有五湖，分别称三官殿前湖、郦祠前湖、学湖、琵琶湖和火神庙前湖，今仅存郦祠前湖的一部分）。城墙大部分于民国二十八年（1939）拆除，时尚存东门至南门长约440米的墙段，以作障水之用，今仅存中水门段。
原城内主要建筑有县署（民国三十一年（1942）毁于日军轰炸，其址位于今体育路东南、半爿街西、红旗路北的地区，后迁红旗路26号）、学宫（诸暨县学文庙，大成殿于1985年公布为县级文物保护单位，1995年拆除，其址位于红旗路）、城隍庙（其址位于县署西玉簪山脚）、火神庙和大雄寺等（图），今仅存杨肇泰故居等少量民居。